# 최영 (생물학자)
최영(1944년 ~ 2015년 9월 22일)은 대한민국의 생물학자이다. 1966년 연세대 생물학과를 졸업한 후 동대학에서 유전학 석사학위를 취득했다. 빈 대학에서 유전학 박사학위를 받고 귀국하여 1974년부터 2010년까지 연세대 생물학과 교수로 재직했다. 2005년 대장암 판정을 받고 10년간 투병 생활을 하였으며 2015년 9월 22일 사망하였다. 유언을 통해 연세대에 10억을 기부했고, 시신 기증 절차를 밟아 연세대 의대에 연구용으로 자신의 신체도 기증하였다. 결혼도 하지 않고 연구에만 몰두한 최교수는 극히 검소한 생활 태도를 유지하였다. 연세대 관계자는 사망 후 언론과의 인터뷰에서 
| “ | 자택에 에어컨은커녕 선풍기도 두지 않았고, 자가용도 없이 대중교통을 이용하면서 도시락을 싸서 다니셨다고 한다"며 "전기가 낭비된다며 낮에는 연구실 불도 켜놓지 않으신 분으로 알고 있다 | ” |

고 전했다.